# Chantelouve
Chantelouve is een plaats en voormalige gemeente in het Franse departement Isère in de regio Auvergne-Rhône-Alpes en telt 75 inwoners (2009). De plaats maakt deel uit van het arrondissement Grenoble.

## Geschiedenis
Chantelouve is op 1 januari 2019 gefuseerd met de gemeente Le Périer tot de gemeente Chantepérier. 

## Geografie
De oppervlakte van Chantelouve bedraagt 36,0 km², de bevolkingsdichtheid is dus 2,1 inwoners per km².
De onderstaande kaart toont de ligging van Chantelouve met de belangrijkste infrastructuur en aangrenzende gemeenten.

## Demografie
Onderstaande figuur toont het verloop van het inwonertal.